# Torneo Revolución 2011 Liga de Nuevos Talentos
El Torneo Revolución 2011 de la Liga de Nuevos Talentos fue el 28º corto que cerró la LXII temporada de la Segunda División. Contó con la participación de 25 equipos. Los Cachorros León se proclamaron campeones de la categoría tras vencer al Durango.
El sistema de competición de este torneo es el mismo del Torneo Independencia 2010. Este se desarrolla en dos fases:
- Fase de calificación: que se integra por las 12 o 13 jornadas del torneo.
- Fase final: que se integra por los partidos de ida y vuelta en rondas de cuartos de final, de semifinal y final.

### Fase de calificación
En la fase de calificación se observará el sistema de puntos. La ubicación en la tabla general está sujeta a lo siguiente:
En la fase de calificación se observará el sistema de puntos, apareciendo en los calendarios de juego 
primero el nombre del club local seguido del nombre del club visitante. 
La ubicación en las Tablas de Clasificación por Grupo estará sujeta al número de puntos obtenidos en 
cada partido de acuerdo al resultado. 
- Por juego ganado: 3 puntos
  - Si el equipo visitante gana el juego por diferencia de dos goles, se le otorgará 1 punto adicional. Aplica únicamente para partidos jugados; no aplica para partidos ganados por motivo de resolución.

- Por juego empatado: 1 punto
  - Tratándose de empates a dos o más goles, será obligatoria la participación de los Equipos participantes en una serie de tiros penales, conforme al criterio establecido en el Artículo 31 del presente Reglamento; otorgándosele 1 punto adicional al Equipo que resulte ganador de dicha serie.

- Por juego perdido: 0 puntos

En esta fase participan los 25 Clubes de la Liga de Nuevos Talentos jugando en cada grupo todos contra todos durante las jornadas respectivas, a un solo partido.
El orden de los clubes al final de la Fase de Calificación del torneo corresponderá a la suma de los puntos obtenidos por cada uno de ellos y se presentará en forma descendente. Si al finalizar las 12 o 13 jornadas del torneo, dos o más clubes estuviesen empatados en puntos, su posición en la Tabla general será determinada atendiendo a los siguientes criterios de desempate:
1. Mejor diferencia entre los goles anotados y recibidos.
2. Mayor número de goles anotados.
3. Marcadores particulares entre los Clubes empatados.
4. Mayor número de goles anotados como visitante.
5. Mejor ubicado en la Tabla general de cociente.
6. Tabla Fair Play.
7. Sorteo.

Para determinar los lugares que ocuparán los Clubes que participen en la Fase final del Torneo se tomará como base la Tabla general de clasificación.
Participan automáticamente por el título de Campeón de la Liga de Nuevos Talentos los primeros 4 lugares de cada grupo o los 8 mejores cocientes de la tabla de promedios (8 en total).

### Fase final
Los 8 clubes calificados para esta fase del torneo serán reubicados de acuerdo con el lugar que ocupen en la Tabla de Promedios al término de la jornada 12 o 13, con el puesto del número uno al club con el mejor cociente, y así hasta el #8. Los partidos a esta fase se desarrollarán a visita, en las siguientes etapas:
- Cuartos de final
- Semifinales
- Final

Los clubes vencedores en los partidos de cuartos de final y semifinal serán aquellos que en los dos juegos anoten el mayor número de goles. De existir empate en el número de goles anotados, la posición se definirá a favor del club con mayor cantidad de goles a favor cuando actúe como visitante.
Si una vez aplicado el criterio anterior los clubes siguieran empatados, se observará la posición de los clubes en la Tabla general de clasificación.
Los partidos correspondientes a la fase final se jugarán obligatoriamente los días miércoles y sábado, y jueves y domingo eligiendo, en su caso, exclusivamente en forma descendente, los cuatro Clubes mejor clasificados en la Tabla general al término de la jornada 13, el día y horario de su partido como local. Los siguientes cuatro Clubes podrán elegir únicamente el horario.
El Club vencedor de la Final y por lo tanto Campeón, será aquel que en los dos partidos anote el mayor número de goles. Si al término del tiempo reglamentario el partido está empatado, se agregarán dos tiempos extras de 15 minutos cada uno. De persistir el empate en estos periodos, se procederá a lanzar tiros penales hasta que resulte un vencedor.
Los partidos de cuartos de final se jugarán de la siguiente manera:
2o vs 7o 
3o vs 6o 
En las Semifinales participarán los cuatro clubes vencedores de cuartos de final, reubicándolos del uno al cuatro, de acuerdo a su mejor posición en la Tabla general de clasificación al término de la jornada 15 del rorneo correspondiente, enfrentándose:
Disputarán el título de Campeón de los Torneos Independencia 2010 y Revolución 2011 los dos clubes vencedores de la fase semifinal correspondiente, reubicándolos del uno al dos, de acuerdo a su mejor posición en la Tabla general de clasificación al término de las jornadas de cada torneo.

## Equipos participantes

### Zona 1
| Equipo                 | Ciudad                        | Estadio                               |
| ---------------------- | ----------------------------- | ------------------------------------- |
| Alto Rendimiento Tuzo  | San Agustín Tlaxiaca, Hidalgo | Universidad del Fútbol                |
| América Coapa          | México, D.F.                  | Club América Coapa Cancha No. 2       |
| Chetumal FC            | Chetumal, Quintana Roo        | 10 de Abril                           |
| Coyotes de Xalapa      | Xalapa, Veracruz              | Antonio M. Quirazco                   |
| Cuautla                | Cuautla, Morelos              | Isidro Gil Tapia                      |
| Emperadores de Texcoco | Texcoco, Estado de México     | Municipal de Papalotla                |
| FICUMDEP Xalapa        | Xalapa, Veracruz              | Deportivo Los Pinos                   |
| Lobos Prepa            | Puebla, Puebla                | Ciudad Universitaria Puebla           |
| Lobos París Poza Rica  | Poza Rica, Veracruz           | 18 de Marzo / Seminario Menor Acoxpa  |
| Tarascos Uruapan       | Uruapan, Michoacán            | Unidad Deportiva Hermanos López Rayón |
| U.A. de Hidalgo        | Pachuca, Hidalgo              | La Higa                               |
| Valle del Mezquital    | Acolman, Estado de México     | Municipal Acolman                     |

### Zona 2
| Equipo                              | Ciudad                    | Estadio                              |
| ----------------------------------- | ------------------------- | ------------------------------------ |
| Académicos                          | Zapopan, Jalisco          | Alfredo "Pistache" Torres            |
| CD Apodaca                          | Apodaca, Nuevo León       | Unidad Deportiva La Talaverna        |
| Atlético Zamora                     | Zamora, Michoacán         | Unidad Deportiva El Chamizal         |
| Cachorros León                      | León, Guanajuato          | Casa Club León                       |
| Cachorros UANL                      | Zuazua, Nuevo León        | Instalaciones de Zuazua              |
| Durango "B"                         | Durango, Durango          | Francisco Zarco                      |
| Estudiantes Tecos "B"               | Zapopan, Jalisco          | Deportivo UAG                        |
| Indios Cuauhtémoc                   | Ciudad Juárez, Chihuahua  | Complejo Yvasa                       |
| Loritos de la Universidad de Colima | Colima, Colima            | Olímpico Universitario de Colima     |
| Orinegros de Ciudad Madero          | Ciudad Madero, Tamaulipas | Tamaulipas                           |
| CD Oro                              | Guadalajara, Jalisco      | Jalisco                              |
| Topos de Reynosa                    | Reynosa, Tamaulipas       | Unidad Deportiva Solidaridad         |
| UAZ                                 | Zacatecas, Zacatecas      | Universitario Unidad Deportiva Norte |

## Grupos

### Grupo 1
| Pos. | Equipo                          | Pts. | PJ | G | E | P | GF | GC | Dif. | Clasificación         |
| ---- | ------------------------------- | ---- | -- | - | - | - | -- | -- | ---- | --------------------- |
| 1    | América Coapa                   | 25   | 11 | 7 | 3 | 1 | 25 | 5  | +20  | Liguilla de ascenso   |
| 2    | Cuautla                         | 24   | 11 | 7 | 2 | 2 | 20 | 12 | +8   | Liguilla de ascenso   |
| 3    | Chetumal F.C.                   | 22   | 11 | 5 | 4 | 2 | 16 | 12 | +4   | Liguilla de ascenso   |
| 4    | Lobos Prepa                     | 20   | 11 | 5 | 3 | 3 | 19 | 14 | +5   | Liguilla de ascenso   |
| 5    | Valle del Mezquital             | 20   | 11 | 6 | 2 | 3 | 19 | 16 | +3   |                       |
| 6    | Universidad Autónoma de Hidalgo | 18   | 11 | 6 | 0 | 5 | 20 | 11 | +9   |                       |
| 7    | Coyotes de Xalapa               | 16   | 11 | 3 | 5 | 3 | 12 | 14 | −2   |                       |
| 8    | Emperadores de Texcoco          | 16   | 11 | 4 | 3 | 4 | 18 | 17 | +1   |                       |
| 9    | Tarascos Uruapan                | 14   | 11 | 4 | 1 | 6 | 12 | 23 | −11  |                       |
| 10   | Lobos París Poza Rica           | 10   | 11 | 2 | 2 | 7 | 13 | 26 | −13  |                       |
| 11   | Alto Rendimiento Tuzo           | 9    | 11 | 1 | 4 | 6 | 10 | 21 | −11  |                       |
| 12   | FICUMDEP Xalapa (D)             | 4    | 11 | 1 | 1 | 9 | 11 | 24 | −13  | Descenso de Categoría |

 Fuente: RSSSF

### Grupo 2
| Pos. | Equipo                              | Pts. | PJ | G | E | P | GF | GC | Dif. | Clasificación         |
| ---- | ----------------------------------- | ---- | -- | - | - | - | -- | -- | ---- | --------------------- |
| 1    | Loritos de la Universidad de Colima | 24   | 12 | 6 | 3 | 3 | 21 | 13 | +8   | Liguilla de ascenso   |
| 2    | Estudiantes Tecos "B"               | 23   | 12 | 7 | 2 | 3 | 18 | 14 | +4   | Liguilla de ascenso   |
| 3    | Durango "B"                         | 23   | 12 | 5 | 6 | 1 | 19 | 13 | +6   | Liguilla de ascenso   |
| 4    | Cachorros León (C)                  | 23   | 12 | 6 | 3 | 3 | 25 | 10 | +15  | Liguilla de ascenso   |
| 5    | Académicos de Atlas                 | 22   | 12 | 6 | 3 | 3 | 28 | 15 | +13  |                       |
| 6    | Atlético Zamora                     | 21   | 12 | 5 | 3 | 4 | 19 | 15 | +4   |                       |
| 7    | C.D. Oro                            | 20   | 12 | 5 | 3 | 4 | 16 | 17 | −1   |                       |
| 8    | Universidad Autónoma de Zacatecas   | 19   | 12 | 5 | 3 | 4 | 16 | 24 | −8   |                       |
| 9    | Cachorros de la UANL                | 18   | 12 | 5 | 2 | 5 | 23 | 27 | −4   |                       |
| 10   | Topos de Reynosa                    | 17   | 12 | 4 | 3 | 5 | 19 | 14 | +5   |                       |
| 11   | C.D. Apodaca (D)                    | 12   | 12 | 3 | 2 | 7 | 20 | 24 | −4   | Descenso de Categoría |
| 12   | Indios Cuauhtémoc                   | 7    | 12 | 2 | 1 | 9 | 11 | 31 | −20  |                       |
| 13   | Orinegros de Ciudad Madero          | 5    | 12 | 1 | 2 | 9 | 13 | 31 | −18  |                       |

 Fuente: RSSSF

## Tabla general
| Pos. | Equipo                              | Pts. | PJ | G | E | P | GF | GC | Dif. | Clasificación         |
| ---- | ----------------------------------- | ---- | -- | - | - | - | -- | -- | ---- | --------------------- |
| 1    | América Coapa                       | 25   | 11 | 7 | 3 | 1 | 25 | 5  | +20  | Liguilla de ascenso   |
| 2    | Loritos de la Universidad de Colima | 24   | 12 | 6 | 3 | 3 | 21 | 13 | +8   | Liguilla de ascenso   |
| 3    | Cuautla                             | 24   | 11 | 7 | 2 | 2 | 20 | 12 | +8   | Liguilla de ascenso   |
| 4    | Estudiantes Tecos "B"               | 23   | 12 | 7 | 2 | 3 | 18 | 14 | +4   | Liguilla de ascenso   |
| 5    | Durango "B"                         | 23   | 12 | 5 | 6 | 1 | 19 | 13 | +6   | Liguilla de ascenso   |
| 6    | Cachorros León (C)                  | 23   | 12 | 6 | 3 | 3 | 25 | 10 | +15  | Liguilla de ascenso   |
| 7    | Académicos de Atlas                 | 22   | 12 | 6 | 3 | 3 | 28 | 15 | +13  |                       |
| 8    | Chetumal F.C.                       | 22   | 11 | 5 | 4 | 2 | 16 | 12 | +4   | Liguilla de ascenso   |
| 9    | Atlético Zamora                     | 21   | 12 | 5 | 3 | 4 | 19 | 15 | +4   |                       |
| 10   | Lobos Prepa                         | 20   | 11 | 5 | 3 | 3 | 19 | 14 | +5   | Liguilla de ascenso   |
| 11   | Valle del Mezquital                 | 20   | 11 | 6 | 2 | 3 | 19 | 16 | +3   |                       |
| 12   | C.D. Oro                            | 20   | 12 | 5 | 3 | 4 | 16 | 17 | −1   |                       |
| 13   | Universidad Autónoma de Zacatecas   | 19   | 12 | 5 | 3 | 4 | 16 | 24 | −8   |                       |
| 14   | Universidad Autónoma de Hidalgo     | 18   | 11 | 6 | 0 | 5 | 20 | 11 | +9   |                       |
| 15   | Cachorros de la UANL                | 18   | 12 | 5 | 2 | 5 | 23 | 27 | −4   |                       |
| 16   | Topos de Reynosa                    | 17   | 12 | 4 | 3 | 5 | 19 | 14 | +5   |                       |
| 17   | Coyotes de Xalapa                   | 16   | 11 | 3 | 5 | 3 | 12 | 14 | −2   |                       |
| 18   | Emperadores de Texcoco              | 16   | 11 | 4 | 3 | 4 | 18 | 17 | +1   |                       |
| 19   | Tarascos Uruapan                    | 14   | 11 | 4 | 1 | 6 | 12 | 23 | −11  |                       |
| 20   | C.D. Apodaca (D)                    | 12   | 12 | 3 | 2 | 7 | 20 | 24 | −4   | Descenso de Categoría |
| 21   | Lobos París Poza Rica               | 10   | 11 | 2 | 2 | 7 | 13 | 26 | −13  |                       |
| 22   | Alto Rendimiento Tuzo               | 9    | 11 | 1 | 4 | 6 | 10 | 21 | −11  |                       |
| 23   | Indios Cuauhtémoc                   | 7    | 12 | 2 | 1 | 9 | 11 | 31 | −20  |                       |
| 24   | Orinegros de Ciudad Madero          | 5    | 12 | 1 | 2 | 9 | 13 | 31 | −18  |                       |
| 25   | FICUMDEP Xalapa (D)                 | 4    | 11 | 1 | 1 | 9 | 11 | 24 | −13  | Descenso de Categoría |

 Fuente: RSSSF

## Torneo regular
| Jornada 1               | Jornada 1 | Jornada 1           | Jornada 1                   | Jornada 1     | Jornada 1   | Jornada 1 | Jornada 1 | Jornada 1 | Jornada 1 | Jornada 1 |
| Grupo A                 | Grupo A   | Grupo A             | Grupo A                     | Grupo A       | Grupo A     | Grupo A   | Grupo A   | Grupo A   | Grupo A   | Grupo A   |
| Local                   | Resultado | Visitante           | Estadio                     | Fecha         | Hora        |           |           |           |           |           |
| ----------------------- | --------- | ------------------- | --------------------------- | ------------- | ----------- | --------- | --------- | --------- | --------- | --------- |
| América Coapa           | 1 - 0     | Chetumal FC         | Inst. Club América Coapa    | 14 de enero   | 15:00       |           |           |           |           |           |
| Coyotes de Xalapa       | 2 - 1     | Valle del Mezquital | Antonio M. Quirazco         | 14 de enero   | 20:30       |           |           |           |           |           |
| Lobos Prepa             | 3 - 0     | Cuautla             | Ciudad Universitaria Puebla | 15 de enero   | 13:00       |           |           |           |           |           |
| Emperadores de Texcoco  | 1 - 0     | U.A. de Hidalgo     | Municipal Papalotla         | 25 de enero   | 11:00       |           |           |           |           |           |
| A.R. Tuzo               | 1 - 1     | Tarascos Uruapan    | Universidad del Fútbol      | 23 de febrero | 11:00       |           |           |           |           |           |
| Lobos París Poza Rica   | 2 - 0     | FICUMDEP Xalapa     | Seminario Menor Acoxpa      | 9 de marzo    | 12:00       |           |           |           |           |           |
| Grupo B                 |           |                     |                             |               |             |           |           |           |           |           |
| Local                   | Resultado | Visitante           | Estadio                     | Fecha         | Hora        |           |           |           |           |           |
| Indios Cuauhtémoc       | 2 - 0     | UAZ                 | Complejo Yvasa              | 14 de enero   | 14:00       |           |           |           |           |           |
| Cachorros UANL          | 2 - 1     | CD Apodaca          | Instalaciones de Zuazua     | 15 de enero   | 10:00       |           |           |           |           |           |
| Estudiantes Tecos "B"   | 0 - 0     | Cachorros León      | Deportivo UAG               | 15 de enero   | 11:00       |           |           |           |           |           |
| CD Oro                  | 1 - 2     | Loritos U. de C.    | Colegio Once México         | 15 de enero   | 12:00       |           |           |           |           |           |
| Académicos              | 0 - 2     | Atlético Zamora     | Alfredo "Pistache" Torres   | 15 de enero   | 16:00       |           |           |           |           |           |
| Orinegros Ciudad Madero | 1 - 1     | Topos de Reynosa    | Tamaulipas                  | 16 de enero   | 16:00       |           |           |           |           |           |
| DESCANSO                | DESCANSO  | DESCANSO            | Durango "B"                 | Durango "B"   | Durango "B" |           |           |           |           |           |

| Jornada 2         | Jornada 2 | Jornada 2               | Jornada 2                            | Jornada 2       | Jornada 2       | Jornada 2 | Jornada 2 | Jornada 2 | Jornada 2 | Jornada 2 |
| Grupo A           | Grupo A   | Grupo A                 | Grupo A                              | Grupo A         | Grupo A         | Grupo A   | Grupo A   | Grupo A   | Grupo A   | Grupo A   |
| Local             | Resultado | Visitante               | Estadio                              | Fecha           | Hora            |           |           |           |           |           |
| ----------------- | --------- | ----------------------- | ------------------------------------ | --------------- | --------------- | --------- | --------- | --------- | --------- | --------- |
| U.A. de Hidalgo   | 1 - 3     | Lobos Prepa             | La Higa                              | 21 de enero     | 12:00           |           |           |           |           |           |
| Coyotes de Xalapa | 2 - 2     | Lobos París Poza Rica   | Antonio M. Quirazco                  | 21 de enero     | 20:30           |           |           |           |           |           |
| Chetumal FC       | 2 - 2     | Valle del Mezquital     | 10 de Abril                          | 22 de enero     | 15:00           |           |           |           |           |           |
| FICUMDEP Xalapa   | 0 - 1     | Emperadores de Texcoco  | Deportivo Los Pinos                  | 22 de enero     | 15:00           |           |           |           |           |           |
| Tarascos Uruapan  | 0 - 5     | América Coapa           | U.D. Hermanos López Rayón            | 23 de enero     | 15:00           |           |           |           |           |           |
| Cuautla           | 3 - 0     | A.R. Tuzo               | Isidro Gil Tapia                     | 23 de enero     | 16:00           |           |           |           |           |           |
| Grupo B           |           |                         |                                      |                 |                 |           |           |           |           |           |
| Local             | Resultado | Visitante               | Estadio                              | Fecha           | Hora            |           |           |           |           |           |
| Cachorros León    | 4 - 0     | CD Oro                  | Casa Club León                       | 21 de enero     | 11:00           |           |           |           |           |           |
| Durango "B"       | 3 - 2     | Indios Cuauhtémoc       | Francisco Zarco                      | 21 de enero     | 16:00           |           |           |           |           |           |
| CD Apodaca        | 2 - 2     | Académicos              | Unidad Deportiva La Talaverna        | 22 de enero     | 11:00           |           |           |           |           |           |
| UAZ               | 3 - 3     | Orinegros Ciudad Madero | Universitario Unidad Deportiva Norte | 22 de enero     | 14:00           |           |           |           |           |           |
| Topos de Reynosa  | 1 - 2     | Estudiantes Tecos "B"   | Unidad Deportiva Solidaridad         | 22 de enero     | 15:00           |           |           |           |           |           |
| Loritos U. de C.  | 1 - 2     | Cachorros UANL          | Olímpico Universitario de Colima     | 23 de enero     | 12:00           |           |           |           |           |           |
| DESCANSO          | DESCANSO  | DESCANSO                | Atlético Zamora                      | Atlético Zamora | Atlético Zamora |           |           |           |           |           |

| Jornada 3               | Jornada 3 | Jornada 3         | Jornada 3                        | Jornada 3   | Jornada 3  | Jornada 3 | Jornada 3 | Jornada 3 | Jornada 3 | Jornada 3 |
| Grupo A                 | Grupo A   | Grupo A           | Grupo A                          | Grupo A     | Grupo A    | Grupo A   | Grupo A   | Grupo A   | Grupo A   | Grupo A   |
| Local                   | Resultado | Visitante         | Estadio                          | Fecha       | Hora       |           |           |           |           |           |
| ----------------------- | --------- | ----------------- | -------------------------------- | ----------- | ---------- | --------- | --------- | --------- | --------- | --------- |
| U.A. de Hidalgo         | 0 - 2     | Cuautla           | La Higa                          | 28 de enero | 12:00      |           |           |           |           |           |
| América Coapa           | 3 - 0     | A.R. Tuzo         | Inst. Club América Coapa         | 28 de enero | 15:00      |           |           |           |           |           |
| Emperadores de Texcoco  | 2 - 2     | Coyotes de Xalapa | Municipal Papalotla              | 29 de enero | 12:00      |           |           |           |           |           |
| Lobos Prepa             | 3 - 0     | FICUMDEP Xalapa   | Ciudad Universitaria Puebla      | 29 de enero | 13:00      |           |           |           |           |           |
| Valle del Mezquital     | 2 - 1     | Tarascos Uruapan  | Municipal de Acolman             | 29 de enero | 15:30      |           |           |           |           |           |
| Lobos París Poza Rica   | 1 - 2     | Chetumal FC       | Seminario Menor Acoxpa           | 30 de enero | 16:00      |           |           |           |           |           |
| Grupo B                 |           |                   |                                  |             |            |           |           |           |           |           |
| Local                   | Resultado | Visitante         | Estadio                          | Fecha       | Hora       |           |           |           |           |           |
| Indios Cuauhtémoc       | 0 - 1     | Atlético Zamora   | Complejo Yvasa                   | 28 de enero | 14:00      |           |           |           |           |           |
| CD Oro                  | 1 - 0     | Topos de Reynosa  | Jalisco                          | 28 de enero | 20:30      |           |           |           |           |           |
| Cachorros UANL          | 1 - 3     | Cachorros León    | Instalaciones de Zuazua          | 29 de enero | 10:00      |           |           |           |           |           |
| Estudiantes Tecos "B"   | 1 - 2     | UAZ               | Deportivo UAG                    | 29 de enero | 11:00      |           |           |           |           |           |
| Loritos U. de C.        | 3 - 0     | CD Apodaca        | Olímpico Universitario de Colima | 30 de enero | 12:00      |           |           |           |           |           |
| Orinegros Ciudad Madero | 1 - 2     | Durango "B"       | Tamaulipas                       | 30 de enero | 16:00      |           |           |           |           |           |
| DESCANSO                | DESCANSO  | DESCANSO          | Académicos                       | Académicos  | Académicos |           |           |           |           |           |

| Jornada 4           | Jornada 4 | Jornada 4               | Jornada 4                            | Jornada 4    | Jornada 4  | Jornada 4 | Jornada 4 | Jornada 4 | Jornada 4 |
| Grupo A             | Grupo A   | Grupo A                 | Grupo A                              | Grupo A      | Grupo A    | Grupo A   | Grupo A   | Grupo A   | Grupo A   |
| Local               | Resultado | Visitante               | Estadio                              | Fecha        | Hora       |           |           |           |           |
| ------------------- | --------- | ----------------------- | ------------------------------------ | ------------ | ---------- | --------- | --------- | --------- | --------- |
| Coyotes de Xalapa   | 0 - 0     | Lobos Prepa             | Antonio M. Quirazco                  | 4 de febrero | 20:30      |           |           |           |           |
| Chetumal FC         | 2 - 2     | Emperadores de Texcoco  | 10 de Abril                          | 5 de febrero | 15:00      |           |           |           |           |
| FICUMDEP Xalapa     | 0 - 3     | U.A. de Hidalgo         | Deportivo Los Pinos                  | 5 de febrero | 15:00      |           |           |           |           |
| Tarascos Uruapan    | 0 - 2     | Lobos París Poza Rica   | U.D. Hermanos López Rayón            | 6 de febrero | 15:00      |           |           |           |           |
| Valle del Mezquital | 2 - 1     | A.R. Tuzo               | Municipal de Acolman                 | 6 de febrero | 15:30      |           |           |           |           |
| Cuautla             | 1 - 1     | América Coapa           | Isidro Gil Tapia                     | 6 de febrero | 16:00      |           |           |           |           |
| Grupo B             |           |                         |                                      |              |            |           |           |           |           |
| Local               | Resultado | Visitante               | Estadio                              | Fecha        | Hora       |           |           |           |           |
| Cachorros León      | 2 - 1     | Loritos U. de C.        | Casa Club León                       | 4 de febrero | 11:00      |           |           |           |           |
| Durango "B"         | 0 - 0     | Estudiantes Tecos "B"   | Francisco Zarco                      | 4 de febrero | 16:00      |           |           |           |           |
| UAZ                 | 1 - 1     | CD Oro                  | Universitario Unidad Deportiva Norte | 5 de febrero | 14:00      |           |           |           |           |
| Topos de Reynosa    | 4 - 1     | Cachorros UANL          | Unidad Deportiva Solidaridad         | 5 de febrero | 15:00      |           |           |           |           |
| Atlético Zamora     | 0 - 0     | Orinegros Ciudad Madero | Unidad Deportiva El Chamizal         | 5 de febrero | 15:15      |           |           |           |           |
| Académicos          | 5 - 0     | Indios Cuauhtémoc       | Alfredo "Pistache" Torres            | 5 de febrero | 16:00      |           |           |           |           |
| DESCANSO            | DESCANSO  | DESCANSO                | CD Apodaca                           | CD Apodaca   | CD Apodaca |           |           |           |           |

| Jornada 5               | Jornada 5 | Jornada 5         | Jornada 5                        | Jornada 5         | Jornada 5         | Jornada 5 | Jornada 5 | Jornada 5 | Jornada 5 | Jornada 5 |
| Grupo A                 | Grupo A   | Grupo A           | Grupo A                          | Grupo A           | Grupo A           | Grupo A   | Grupo A   | Grupo A   | Grupo A   | Grupo A   |
| Local                   | Resultado | Visitante         | Estadio                          | Fecha             | Hora              |           |           |           |           |           |
| ----------------------- | --------- | ----------------- | -------------------------------- | ----------------- | ----------------- | --------- | --------- | --------- | --------- | --------- |
| U.A. de Hidalgo         | 2 - 0     | Coyotes de Xalapa | La Higa                          | 11 de febrero     | 12:00             |           |           |           |           |           |
| Emperadores de Texcoco  | 3 - 4     | Tarascos Uruapan  | Municipal Papalotla              | 12 de febrero     | 12:00             |           |           |           |           |           |
| Lobos Prepa             | 1 - 1     | Chetumal FC       | Ciudad Universitaria Puebla      | 12 de febrero     | 13:00             |           |           |           |           |           |
| FICUMDEP Xalapa         | 1 - 2     | Cuautla           | Deportivo Los Pinos              | 12 de febrero     | 15:00             |           |           |           |           |           |
| Valle del Mezquital     | 1 - 0     | América Coapa     | Municipal de Acolman             | 13 de febrero     | 15:30             |           |           |           |           |           |
| Lobos París Poza Rica   | 1 - 0     | A.R. Tuzo         | Seminario Menor Acoxpa           | 13 de febrero     | 16:00             |           |           |           |           |           |
| Grupo B                 |           |                   |                                  |                   |                   |           |           |           |           |           |
| Local                   | Resultado | Visitante         | Estadio                          | Fecha             | Hora              |           |           |           |           |           |
| Cachorros León          | 2 - 0     | CD Apodaca        | Casa Club León                   | 11 de febrero     | 11:00             |           |           |           |           |           |
| Cachorros UANL          | 3 - 1     | UAZ               | Instalaciones de Zuazua          | 12 de febrero     | 10:00             |           |           |           |           |           |
| Estudiantes Tecos "B"   | 2 - 1     | Atlético Zamora   | Deportivo UAG                    | 12 de febrero     | 11:00             |           |           |           |           |           |
| CD Oro                  | 0 - 0     | Durango "B"       | Jalisco                          | 13 de febrero     | 12:00             |           |           |           |           |           |
| Loritos U. de C.        | 2 - 1     | Topos de Reynosa  | Olímpico Universitario de Colima | 13 de febrero     | 12:00             |           |           |           |           |           |
| Orinegros Ciudad Madero | 1 - 3     | Académicos        | Tamaulipas                       | 13 de febrero     | 16:00             |           |           |           |           |           |
| DESCANSO                | DESCANSO  | DESCANSO          | Indios Cuauhtémoc                | Indios Cuauhtémoc | Indios Cuauhtémoc |           |           |           |           |           |

| Jornada 6         | Jornada 6 | Jornada 6              | Jornada 6                            | Jornada 6               | Jornada 6               | Jornada 6 | Jornada 6 | Jornada 6 | Jornada 6 | Jornada 6 |
| Grupo A           | Grupo A   | Grupo A                | Grupo A                              | Grupo A                 | Grupo A                 | Grupo A   | Grupo A   | Grupo A   | Grupo A   | Grupo A   |
| Local             | Resultado | Visitante              | Estadio                              | Fecha                   | Hora                    |           |           |           |           |           |
| ----------------- | --------- | ---------------------- | ------------------------------------ | ----------------------- | ----------------------- | --------- | --------- | --------- | --------- | --------- |
| América Coapa     | 7 - 1     | Lobos París Poza Rica  | Inst. Club América Coapa             | 18 de febrero           | 15:00                   |           |           |           |           |           |
| Coyotes de Xalapa | 2 - 0     | FICUMDEP Xalapa        | Antonio M. Quirazco                  | 18 de febrero           | 20:30                   |           |           |           |           |           |
| A.R. Tuzo         | 0 - 2     | Emperadores de Texcoco | Universidad del Fútbol               | 19 de febrero           | 11:00                   |           |           |           |           |           |
| Chetumal FC       | 2 - 1     | U.A. de Hidalgo        | 10 de Abril                          | 19 de febrero           | 15:00                   |           |           |           |           |           |
| Tarascos Uruapan  | 3 - 2     | Lobos Prepa            | U.D. Hermanos López Rayón            | 20 de febrero           | 15:00                   |           |           |           |           |           |
| Cuautla           | 2 - 1     | Valle del Mezquital    | Isidro Gil Tapia                     | 20 de febrero           | 16:00                   |           |           |           |           |           |
| Grupo B           |           |                        |                                      |                         |                         |           |           |           |           |           |
| Local             | Resultado | Visitante              | Estadio                              | Fecha                   | Hora                    |           |           |           |           |           |
| Durango "B"       | 4 - 1     | Cachorros UANL         | Francisco Zarco                      | 18 de febrero           | 16:00                   |           |           |           |           |           |
| UAZ               | 0 - 0     | Loritos U. de C.       | Universitario Unidad Deportiva Norte | 19 de febrero           | 14:00                   |           |           |           |           |           |
| Topos de Reynosa  | 3 - 0     | Cachorros León         | Unidad Deportiva Solidaridad         | 19 de febrero           | 15:00                   |           |           |           |           |           |
| Atlético Zamora   | 3 - 1     | CD Oro                 | Unidad Deportiva El Chamizal         | 19 de febrero           | 15:15                   |           |           |           |           |           |
| Académicos        | 4 - 1     | Estudiantes Tecos "B"  | Alfredo "Pistache" Torres            | 19 de febrero           | 16:00                   |           |           |           |           |           |
| CD Apodaca        | 6 - 1     | Indios Cuauhtémoc      | Unidad Deportiva La Talaverna        | 23 de marzo             | 11:00                   |           |           |           |           |           |
| DESCANSO          | DESCANSO  | DESCANSO               | Orinegros Ciudad Madero              | Orinegros Ciudad Madero | Orinegros Ciudad Madero |           |           |           |           |           |

| Jornada 7               | Jornada 7 | Jornada 7           | Jornada 7                        | Jornada 7             | Jornada 7             | Jornada 7 | Jornada 7 | Jornada 7 | Jornada 7 | Jornada 7 |
| Grupo A                 | Grupo A   | Grupo A             | Grupo A                          | Grupo A               | Grupo A               | Grupo A   | Grupo A   | Grupo A   | Grupo A   | Grupo A   |
| Local                   | Resultado | Visitante           | Estadio                          | Fecha                 | Hora                  |           |           |           |           |           |
| ----------------------- | --------- | ------------------- | -------------------------------- | --------------------- | --------------------- | --------- | --------- | --------- | --------- | --------- |
| U.A. de Hidalgo         | 4 - 1     | Tarascos Uruapan    | La Higa                          | 25 de febrero         | 12:00                 |           |           |           |           |           |
| Coyotes de Xalapa       | 1 - 1     | Cuautla             | Antonio M. Quirazco              | 25 de febrero         | 20:30                 |           |           |           |           |           |
| Emperadores de Texcoco  | 1 - 1     | América Coapa       | Municipal Papalotla              | 26 de febrero         | 12:00                 |           |           |           |           |           |
| Lobos Prepa             | 1 - 1     | A.R. Tuzo           | Ciudad Universitaria Puebla      | 26 de febrero         | 13:00                 |           |           |           |           |           |
| FICUMDEP Xalapa         | 2 - 3     | Chetumal FC         | Deportivo Los Pinos              | 26 de febrero         | 15:00                 |           |           |           |           |           |
| Lobos París Poza Rica   | 1 - 1     | Valle del Mezquital | Seminario Menor Acoxpa           | 27 de febrero         | 16:00                 |           |           |           |           |           |
| Grupo B                 |           |                     |                                  |                       |                       |           |           |           |           |           |
| Local                   | Resultado | Visitante           | Estadio                          | Fecha                 | Hora                  |           |           |           |           |           |
| Cachorros UANL          | 2 - 1     | Atlético Zamora     | Instalaciones de Zuazua          | 23 de febrero         | 10:00                 |           |           |           |           |           |
| Cachorros León          | 8 - 0     | UAZ                 | Casa Club León                   | 23 de febrero         | 11:00                 |           |           |           |           |           |
| Loritos U. de C.        | 2 - 2     | Durango "B"         | Olímpico Universitario de Colima | 23 de febrero         | 12:00                 |           |           |           |           |           |
| Topos de Reynosa        | 4 - 1     | CD Apodaca          | Unidad Deportiva Solidaridad     | 23 de febrero         | 15:00                 |           |           |           |           |           |
| CD Oro                  | 2 - 1     | Académicos          | Jalisco                          | 23 de febrero         | 16:00                 |           |           |           |           |           |
| Orinegros Ciudad Madero | 3 - 1     | Indios Cuauhtémoc   | Tamaulipas                       | 31 de marzo           | 16:00                 |           |           |           |           |           |
| DESCANSO                | DESCANSO  | DESCANSO            | Estudiantes Tecos "B"            | Estudiantes Tecos "B" | Estudiantes Tecos "B" |           |           |           |           |           |

| Jornada 8             | Jornada 8 | Jornada 8               | Jornada 8                            | Jornada 8     | Jornada 8 | Jornada 8 | Jornada 8 | Jornada 8 | Jornada 8 | Jornada 8 |
| Grupo A               | Grupo A   | Grupo A                 | Grupo A                              | Grupo A       | Grupo A   | Grupo A   | Grupo A   | Grupo A   | Grupo A   | Grupo A   |
| Local                 | Resultado | Visitante               | Estadio                              | Fecha         | Hora      |           |           |           |           |           |
| --------------------- | --------- | ----------------------- | ------------------------------------ | ------------- | --------- | --------- | --------- | --------- | --------- | --------- |
| U.A. de Hidalgo       | 4 - 0     | A.R. Tuzo               | La Higa                              | 4 de marzo    | 12:00     |           |           |           |           |           |
| América Coapa         | 3 - 0     | Lobos Prepa             | Inst. Club América Coapa             | 4 de marzo    | 15:00     |           |           |           |           |           |
| Chetumal FC           | 1 - 0     | Coyotes de Xalapa       | 10 de Abril                          | 6 de marzo    | 12:00     |           |           |           |           |           |
| Tarascos Uruapan      | 1 - 0     | FICUMDEP Xalapa         | U.D. Hermanos López Rayón            | 6 de marzo    | 15:00     |           |           |           |           |           |
| Valle del Mezquital   | 1 - 0     | Emperadores de Texcoco  | Municipal de Acolman                 | 6 de marzo    | 15:30     |           |           |           |           |           |
| Lobos París Poza Rica | 1 - 3     | Cuautla                 | Seminario Menor Acoxpa               | 6 de marzo    | 16:00     |           |           |           |           |           |
| Grupo B               |           |                         |                                      |               |           |           |           |           |           |           |
| Local                 | Resultado | Visitante               | Estadio                              | Fecha         | Hora      |           |           |           |           |           |
| Indios Cuauhtémoc     | 1 - 3     | Estudiantes Tecos "B"   | Complejo Yvasa                       | 25 de febrero | 14:00     |           |           |           |           |           |
| CD Apodaca            | 2 - 0     | Orinegros Ciudad Madero | Unidad Deportiva La Talaverna        | 26 de febrero | 11:00     |           |           |           |           |           |
| UAZ                   | 1 - 0     | Topos de Reynosa        | Universitario Unidad Deportiva Norte | 26 de febrero | 14:00     |           |           |           |           |           |
| Atlético Zamora       | 1 - 4     | Loritos U. de C.        | Unidad Deportiva El Chamizal         | 26 de febrero | 15:15     |           |           |           |           |           |
| Académicos            | 4 - 1     | Cachorros UANL          | Alfredo "Pistache" Torres            | 26 de febrero | 16:00     |           |           |           |           |           |
| Durango "B"           | 1 - 1     | Cachorros León          | Francisco Zarco                      | 26 de febrero | 16:00     |           |           |           |           |           |
| DESCANSO              | DESCANSO  | DESCANSO                | CD Oro                               | CD Oro        | CD Oro    |           |           |           |           |           |

| Jornada 9              | Jornada 9 | Jornada 9               | Jornada 9                            | Jornada 9      | Jornada 9      | Jornada 9 | Jornada 9 | Jornada 9 | Jornada 9 | Jornada 9 |
| Grupo A                | Grupo A   | Grupo A                 | Grupo A                              | Grupo A        | Grupo A        | Grupo A   | Grupo A   | Grupo A   | Grupo A   | Grupo A   |
| Local                  | Resultado | Visitante               | Estadio                              | Fecha          | Hora           |           |           |           |           |           |
| ---------------------- | --------- | ----------------------- | ------------------------------------ | -------------- | -------------- | --------- | --------- | --------- | --------- | --------- |
| U.A. de Hidalgo        | 0 - 1     | América Coapa           | La Higa                              | 11 de marzo    | 12:00          |           |           |           |           |           |
| Coyotes de Xalapa      | 1 - 0     | Tarascos Uruapan        | Antonio M. Quirazco                  | 11 de marzo    | 20:30          |           |           |           |           |           |
| Emperadores de Texcoco | 3 - 2     | Lobos París Poza Rica   | Municipal Papalotla                  | 12 de marzo    | 12:00          |           |           |           |           |           |
| Lobos Prepa            | 2 - 4     | Valle del Mezquital     | Ciudad Universitaria Puebla          | 12 de marzo    | 13:00          |           |           |           |           |           |
| FICUMDEP Xalapa        | 2 - 2     | A.R. Tuzo               | Deportivo Los Pinos                  | 12 de marzo    | 15:00          |           |           |           |           |           |
| Chetumal FC            | 2 - 0     | Cuautla                 | 10 de Abril                          | 12 de marzo    | 15:00          |           |           |           |           |           |
| Grupo B                |           |                         |                                      |                |                |           |           |           |           |           |
| Local                  | Resultado | Visitante               | Estadio                              | Fecha          | Hora           |           |           |           |           |           |
| Cachorros León         | 1 - 1     | Atlético Zamora         | Casa Club León                       | 4 de marzo     | 11:00          |           |           |           |           |           |
| Estudiantes Tecos "B"  | 3 - 1     | Orinegros Ciudad Madero | Deportivo UAG                        | 5 de marzo     | 11:00          |           |           |           |           |           |
| UAZ                    | 1 - 0     | CD Apodaca              | Universitario Unidad Deportiva Norte | 5 de marzo     | 14:00          |           |           |           |           |           |
| Topos de Reynosa       | 1 - 1     | Durango "B"             | Unidad Deportiva Solidaridad         | 5 de marzo     | 15:00          |           |           |           |           |           |
| Loritos U. de C.       | 1 - 1     | Académicos              | Olímpico Universitario de Colima     | 6 de marzo     | 12:00          |           |           |           |           |           |
| CD Oro                 | 0 - 0     | Indios Cuauhtémoc       | Jalisco                              | 6 de marzo     | 12:00          |           |           |           |           |           |
| DESCANSO               | DESCANSO  | DESCANSO                | Cachorros UANL                       | Cachorros UANL | Cachorros UANL |           |           |           |           |           |

| Jornada 10              | Jornada 10 | Jornada 10            | Jornada 10                    | Jornada 10       | Jornada 10       | Jornada 10 | Jornada 10 | Jornada 10 | Jornada 10 | Jornada 10 |
| Grupo A                 | Grupo A    | Grupo A               | Grupo A                       | Grupo A          | Grupo A          | Grupo A    | Grupo A    | Grupo A    | Grupo A    | Grupo A    |
| Local                   | Resultado  | Visitante             | Estadio                       | Fecha            | Hora             |            |            |            |            |            |
| ----------------------- | ---------- | --------------------- | ----------------------------- | ---------------- | ---------------- | ---------- | ---------- | ---------- | ---------- | ---------- |
| América Coapa           | 2 - 0      | FICUMDEP Xalapa       | Inst. Club América Coapa      | 18 de marzo      | 15:00            |            |            |            |            |            |
| A.R. Tuzo               | 4 - 1      | Coyotes de Xalapa     | Universidad del Fútbol        | 19 de marzo      | 11:00            |            |            |            |            |            |
| Emperadores de Texcoco  | 2 - 3      | Cuautla               | Municipal Papalotla           | 19 de marzo      | 12:00            |            |            |            |            |            |
| Tarascos Uruapan        | 1 - 0      | Chetumal FC           | U.D. Hermanos López Rayón     | 20 de marzo      | 15:00            |            |            |            |            |            |
| Valle del Mezquital     | 1 - 3      | U.A. de Hidalgo       | Municipal de Acolman          | 20 de marzo      | 15:30            |            |            |            |            |            |
| Lobos París Poza Rica   | 0 - 2      | Lobos Prepa           | Seminario Menor Acoxpa        | 20 de marzo      | 16:00            |            |            |            |            |            |
| Grupo B                 |            |                       |                               |                  |                  |            |            |            |            |            |
| Local                   | Resultado  | Visitante             | Estadio                       | Fecha            | Hora             |            |            |            |            |            |
| Indios Cuauhtémoc       | 2 - 2      | Cachorros UANL        | Complejo Yvasa                | 11 de marzo      | 14:00            |            |            |            |            |            |
| Durango "B"             | 1 - 2      | UAZ                   | Francisco Zarco               | 11 de marzo      | 16:00            |            |            |            |            |            |
| CD Apodaca              | 3 - 2      | Estudiantes Tecos "B" | Unidad Deportiva La Talaverna | 12 de marzo      | 11:00            |            |            |            |            |            |
| Atlético Zamora         | 3 - 0      | Topos de Reynosa      | Unidad Deportiva El Chamizal  | 12 de marzo      | 15:15            |            |            |            |            |            |
| Académicos              | 2 - 0      | Cachorros León        | Alfredo "Pistache" Torres     | 12 de marzo      | 16:00            |            |            |            |            |            |
| Orinegros Ciudad Madero | 1 - 2      | CD Oro                | Tamaulipas                    | 13 de marzo      | 16:00            |            |            |            |            |            |
| DESCANSO                | DESCANSO   | DESCANSO              | Loritos U. de C.              | Loritos U. de C. | Loritos U. de C. |            |            |            |            |            |

| Jornada 11        | Jornada 11 | Jornada 11              | Jornada 11                           | Jornada 11     | Jornada 11     | Jornada 11 | Jornada 11 | Jornada 11 | Jornada 11 | Jornada 11 |
| Grupo A           | Grupo A    | Grupo A                 | Grupo A                              | Grupo A        | Grupo A        | Grupo A    | Grupo A    | Grupo A    | Grupo A    | Grupo A    |
| Local             | Resultado  | Visitante               | Estadio                              | Fecha          | Hora           |            |            |            |            |            |
| ----------------- | ---------- | ----------------------- | ------------------------------------ | -------------- | -------------- | ---------- | ---------- | ---------- | ---------- | ---------- |
| U.A. de Hidalgo   | 2 - 0      | Lobos París Poza Rica   | La Higa                              | 25 de marzo    | 12:00          |            |            |            |            |            |
| Coyotes de Xalapa | 1 - 1      | América Coapa           | Antonio M. Quirazco                  | 25 de marzo    | 20:30          |            |            |            |            |            |
| Chetumal FC       | 1 - 1      | A.R. Tuzo               | 10 de Abril                          | 26 de marzo    | 16:00          |            |            |            |            |            |
| Cuautla           | 3 - 0      | Tarascos Uruapan        | Isidro Gil Tapia                     | 26 de marzo    | 16:00          |            |            |            |            |            |
| Lobos Prepa       | 2 - 1      | Emperadores de Texcoco  | Ciudad Universitaria Puebla          | 26 de marzo    | 16:00          |            |            |            |            |            |
| FICUMDEP Xalapa   | 2 - 3      | Valle del Mezquital     | Deportivo Los Pinos                  | 26 de marzo    | 16:00          |            |            |            |            |            |
| Grupo B           |            |                         |                                      |                |                |            |            |            |            |            |
| Local             | Resultado  | Visitante               | Estadio                              | Fecha          | Hora           |            |            |            |            |            |
| Durango "B"       | 3 - 2      | CD Apodaca              | Francisco Zarco                      | 18 de marzo    | 16:00          |            |            |            |            |            |
| Cachorros UANL    | 5 - 2      | Orinegros Ciudad Madero | Instalaciones de Zuazua              | 19 de marzo    | 10:00          |            |            |            |            |            |
| UAZ               | 3 - 1      | Atlético Zamora         | Universitario Unidad Deportiva Norte | 19 de marzo    | 14:00          |            |            |            |            |            |
| Topos de Reynosa  | 1 - 1      | Académicos              | Unidad Deportiva Solidaridad         | 19 de marzo    | 16:00          |            |            |            |            |            |
| Loritos U. de C.  | 2 - 1      | Indios Cuauhtémoc       | Olímpico Universitario de Colima     | 20 de marzo    | 12:00          |            |            |            |            |            |
| CD Oro            | 0 - 1      | Estudiantes Tecos "B"   | Jalisco                              | 20 de marzo    | 12:00          |            |            |            |            |            |
| DESCANSO          | DESCANSO   | DESCANSO                | Cachorros León                       | Cachorros León | Cachorros León |            |            |            |            |            |

| Indios Cuauhtémoc       | 1 - 0    | Cachorros León   | Complejo Yvasa               | 25 de marzo      | 14:00            |
| Estudiantes Tecos "B"   | 1 - 0    | Cachorros UANL   | Deportivo UAG                | 26 de marzo      | 11:00            |
| Académicos              | 4 - 2    | UAZ              | Alfredo "Pistache" Torres    | 26 de marzo      | 16:00            |
| Atlético Zamora         | 0 - 0    | Durango "B"      | Unidad Deportiva El Chamizal | 26 de marzo      | 18:30            |
| CD Oro                  | 2 - 1    | CD Apodaca       | Jalisco                      | 27 de marzo      | 16:00            |
| Orinegros Ciudad Madero | 0 - 2    | Loritos U. de C. | Tamaulipas                   | 27 de marzo      | 16:00            |
| DESCANSO                | DESCANSO | DESCANSO         | Topos de Reynosa             | Topos de Reynosa | Topos de Reynosa |

| Durango "B"      | 2 - 1    | Académicos              | Francisco Zarco                  | 2 de abril | 16:00 |
| CD Apodaca       | 2 - 2    | Atlético Zamora         | Unidad Deportiva La Talaverna    | 2 de abril | 16:00 |
| Cachorros León   | 4 - 0    | Orinegros Ciudad Madero | Casa Club León                   | 2 de abril | 16:00 |
| Cachorros UANL   | 3 - 3    | CD Oro                  | Instalaciones de Zuazua          | 2 de abril | 16:00 |
| Loritos U. de C. | 1 - 2    | Estudiantes Tecos "B"   | Olímpico Universitario de Colima | 2 de abril | 16:00 |
| Topos de Reynosa | 3 - 0    | Indios Cuauhtémoc       | Unidad Deportiva Solidaridad     | 2 de abril | 16:00 |
| DESCANSO         | DESCANSO | DESCANSO                | UAZ                              | UAZ        | UAZ   |

## Tabla de promedios
| Posición | Equipo                              | Puntos | Juegos | Cociente |
| -------- | ----------------------------------- | ------ | ------ | -------- |
| 1.       | Chetumal FC                         | 50     | 22     | 2.272    |
| 2.       | América Coapa                       | 48     | 22     | 2.181    |
| 3.       | Cachorros León                      | 50     | 24     | 2.083    |
| 4.       | Cuautla                             | 45     | 22     | 2.045    |
| 5.       | Lobos Prepa                         | 45     | 22     | 2.045    |
| 6.       | Académicos                          | 48     | 24     | 2.000    |
| 7.       | U.A. de Hidalgo                     | 44     | 22     | 2.000    |
| 8.       | Loritos de la Universidad de Colima | 47     | 24     | 1.958    |
| 9.       | Cachorros UANL                      | 45     | 24     | 1.875    |
| 10.      | Atlético Zamora                     | 37     | 22     | 1.681    |
| 11.      | Durango "B"                         | 40     | 24     | 1.667    |
| 12.      | Estudiantes Tecos "B"               | 39     | 24     | 1.625    |
| 13.      | Valle del Mezquital                 | 35     | 22     | 1.590    |
| 14.      | Indios Cuauhtémoc                   | 36     | 24     | 1.500    |
| 15.      | CD Oro                              | 34     | 24     | 1.416    |
| 16.      | Tarascos Uruapan                    | 31     | 22     | 1.409    |
| 17.      | Topos de Reynosa                    | 32     | 24     | 1.333    |
| 18.      | UAZ                                 | 29     | 24     | 1.208    |
| 19.      | Coyotes de Xalapa                   | 25     | 22     | 1.136    |
| 20.      | Emperadores de Texcoco              | 25     | 22     | 1.136    |
| 21.      | Alto Rendimiento Tuzo               | 20     | 22     | 0.909    |
| 22.      | Lobos París Poza Rica               | 15     | 22     | 0.681    |
| 23.      | Orinegros de Ciudad Madero          | 15     | 24     | 0.625    |
| 24.      | FICUMDEP Xalapa                     | 13     | 22     | 0.590    |
| 25.      | CD Apodaca                          | 14     | 24     | 0.583    |

     Descienden a la Tercera División.

## Liguilla
|  | Cuartos de final                             | Cuartos de final                             | Cuartos de final                             |   |               | Semifinales                          | Semifinales                          | Semifinales                          |  |  | Final                            | Final                            | Final                            |
|  | 6 y 7 de abril (Ida) 9 y 10 de abril(Vuelta) | 6 y 7 de abril (Ida) 9 y 10 de abril(Vuelta) | 6 y 7 de abril (Ida) 9 y 10 de abril(Vuelta) |   |               | 17 de abril(Ida) 24 de abril(Vuelta) | 17 de abril(Ida) 24 de abril(Vuelta) | 17 de abril(Ida) 24 de abril(Vuelta) |  |  | 1 de mayo(Ida) 8 de mayo(Vuelta) | 1 de mayo(Ida) 8 de mayo(Vuelta) | 1 de mayo(Ida) 8 de mayo(Vuelta) |
|  |                                              |                                              |                                              |   |               |                                      |                                      |                                      |  |  |                                  |                                  |                                  |
|  | América Coapa                                | 6                                            | 2                                            |   |               |                                      |                                      |                                      |  |  |                                  |                                  |                                  |
|  | Lobos Prepa                                  | 1                                            | 2                                            |   |               |                                      |                                      |                                      |  |  |                                  |                                  |                                  |
|  | Lobos Prepa                                  | 1                                            | 2                                            |   | América Coapa | 1                                    | 1                                    |                                      |  |  |                                  |                                  |                                  |
|  |                                              |                                              |                                              |   | América Coapa | 1                                    | 1                                    |                                      |  |  |                                  |                                  |                                  |
|  |                                              | Durango "B"                                  | 3                                            | 1 |               |                                      |                                      |                                      |  |  |                                  |                                  |                                  |
|  | Loritos U. Colima                            | Durango "B"                                  | 3                                            | 1 | 1             | 1                                    |                                      |                                      |  |  |                                  |                                  |                                  |
|  | Loritos U. Colima                            |                                              |                                              |   | 1             | 1                                    |                                      |                                      |  |  |                                  |                                  |                                  |
|  | Durango "B"                                  | 0                                            | 3                                            |   |               |                                      |                                      |                                      |  |  |                                  |                                  |                                  |
|  |                                              |                                              |                                              |   |               |                                      |                                      |                                      |  |  | Durango "B"                      | 0                                | 0                                |
|  |                                              |                                              | Cachorros León                               | 0 | 3             |                                      |                                      |                                      |  |  |                                  |                                  |                                  |
|  | Cuautla                                      | 1                                            | 2                                            |   |               |                                      |                                      |                                      |  |  |                                  |                                  |                                  |
|  | Estudiantes Tecos "B"                        | 0                                            | 2                                            |   |               |                                      |                                      |                                      |  |  |                                  |                                  |                                  |
|  | Estudiantes Tecos "B"                        | 0                                            | 2                                            |   | Cuautla       | 1                                    | 1                                    |                                      |  |  |                                  |                                  |                                  |
|  |                                              |                                              |                                              |   | Cuautla       | 1                                    | 1                                    |                                      |  |  |                                  |                                  |                                  |
|  |                                              | Cachorros León                               | 5                                            | 1 |               |                                      |                                      |                                      |  |  |                                  |                                  |                                  |
|  | Chetumal F.C.                                | Cachorros León                               | 5                                            | 1 | 0             | 2                                    |                                      |                                      |  |  |                                  |                                  |                                  |
|  | Chetumal F.C.                                |                                              |                                              |   | 0             | 2                                    |                                      |                                      |  |  |                                  |                                  |                                  |
|  | Cachorros León                               | 2                                            | 1                                            |   |               |                                      |                                      |                                      |  |  |                                  |                                  |                                  |

### Cuartos de final
| 7 de abril de 2011, 13:00 (UTC -5) | Lobos Prepa     | 1:6 (1:2) | América Coapa                                                               | Ciudad Universitaria de Puebla, Puebla, Puebla                      |                                                                     |
|                                    | M. González 37' | Reporte   | 5' E. González · 13', 52' J. Ayala · 61', 79' J. León y Vélez · 90' J. Rico | Asistencia: 200 espectadores Árbitro(s): Mauricio Martínez Figueroa | Asistencia: 200 espectadores Árbitro(s): Mauricio Martínez Figueroa |

| 10 de abril de 2011, 11:00 (UTC -5)            | América Coapa                | 2:2 (0:0) (Global 8:3) | Lobos Prepa                    | Instalaciones Club América, Ciudad de México |                                         |
|                                                | J. Rico 70' · E. Briones 81' | Reporte                | 64' J. Canales · 84' K. Flores | Asistencia: 50 espectadores Árbitro(s):      | Asistencia: 50 espectadores Árbitro(s): |
| América Coapa avanzó a Semifinales. Global 8-3 |                              |                        |                                |                                              |                                         |

| 7 de abril de 2011, 16:00 (UTC -5) | Durango "B" | 0:1 (0:0) | Loritos U. Colima | Estadio Francisco Zarco, Durango, Durango                        |                                                                  |
|                                    |             | Reporte   | 71' J. Soto       | Asistencia: 500 espectadores Árbitro(s): Osvaldo Hernández Cobos | Asistencia: 500 espectadores Árbitro(s): Osvaldo Hernández Cobos |

| 10 de abril de 2011, 12:00 (UTC -5)          | Loritos U. Colima | 1:3 (1:1) (Global 2:3) | Durango "B"                                | Estadio Olímpico Universitario de Colima, Colima, Colima          |                                                                   |
|                                              | H. Pérez 2'       | Reporte                | 6' J. Rodela · 48' J. Rivas · 86' E. Silva | Asistencia: 400 espectadores Árbitro(s): Jesús Bisguerra Mendiola | Asistencia: 400 espectadores Árbitro(s): Jesús Bisguerra Mendiola |
| Durango "B" avanzó a Semifinales. Global 1-3 |                   |                        |                                            |                                                                   |                                                                   |

| 7 de abril de 2011, 11:00 (UTC -5) | Estudiantes Tecos "B" | 0:1 (0:0) | Cuautla       | Deportivo UAG, Zapopan, Jalisco                                              |                                                                              |
|                                    |                       | Reporte   | 53' H. Aguayo | Asistencia: 100 espectadores Árbitro(s): Marcos Adrián Aguilar Montes de Oca | Asistencia: 100 espectadores Árbitro(s): Marcos Adrián Aguilar Montes de Oca |

| 10 de abril de 2011, 16:00 (UTC -5)      | Cuautla             | 2:2 (1:1) (Global 3:2) | Estudiantes Tecos "B"         | Estadio Isidro Gil Tapia, Cuautla, Morelos                         |                                                                    |
|                                          | O. Sánchez 35', 92' | Reporte                | 44' J. Quintero · 87' J. Damm | Asistencia: 2 000 espectadores Árbitro(s): Adalid Maganda Villalva | Asistencia: 2 000 espectadores Árbitro(s): Adalid Maganda Villalva |
| Cuautla avanzó a Semifinales. Global 3-2 |                     |                        |                               |                                                                    |                                                                    |

| 6 de abril de 2011, 11:00 (UTC -5) | Cachorros León                    | 2:0 (0:0) | Chetumal F.C. | Casa Club León, León, Guanajuato                                  |                                                                   |
|                                    | M. Castañeda 83' · C. Negrete 86' | Reporte   |               | Asistencia: 100 espectadores Árbitro(s): Jorge Luis Delgado Salas | Asistencia: 100 espectadores Árbitro(s): Jorge Luis Delgado Salas |

| 9 de abril de 2011, 17:00 (UTC -5)              | Chetumal F.C.   | 2:1 (1:0) (Global 2:3) | Cachorros León | Estadio 10 de Abril, Chetumal, Quintana Roo                            |                                                                        |
|                                                 | M. Mis 20', 69' | Reporte                | 68' R. Godínez | Asistencia: 2 000 espectadores Árbitro(s): César Magdiel Ruiz Magariño | Asistencia: 2 000 espectadores Árbitro(s): César Magdiel Ruiz Magariño |
| Cachorros León avanzó a Semifinales. Global 2-3 |                 |                        |                |                                                                        |                                                                        |

### Semifinales
| 17 de abril de 2011, 12:00 (UTC -5) | Durango "B"                               | 3:1 (1:0) | América Coapa | Estadio Francisco Zarco, Durango, Durango                            |                                                                      |
|                                     | J. Hernández 36', 67' · J. Villaseñor 43' | Reporte   | 83' J. Luna   | Asistencia: 800 espectadores Árbitro(s): Saúl Fernando Orozco Nájera | Asistencia: 800 espectadores Árbitro(s): Saúl Fernando Orozco Nájera |

| 24 de abril de 2011, 15:00 (UTC -5)       | América Coapa  | 1:1 (1:1) (Global 2:4) | Durango "B" | Instalaciones Club América, Ciudad de México                      |                                                                   |
|                                           | R. Jiménez 36' | Reporte                | 3' A. Muñoz | Asistencia: 200 espectadores Árbitro(s): Jorge Luis Delgado Salas | Asistencia: 200 espectadores Árbitro(s): Jorge Luis Delgado Salas |
| Durango "B" avanzó a la Final. Global 2-4 |                |                        |             |                                                                   |                                                                   |

| 17 de abril de 2011, 11:00 (UTC -5) | Cachorros León                                                                       | 5:1 (1:0) | Cuautla        | Estadio León, León, Guanajuato                                         |                                                                        |
|                                     | F. Madrigal 15' · N. Valencia 50' · E. Ibarra 65' · M. Castañeda 83' · V. Torres 90' | Reporte   | 55' E. Mendoza | Asistencia: 500 espectadores Árbitro(s): Dennis Celerino Zaleta Cortéz | Asistencia: 500 espectadores Árbitro(s): Dennis Celerino Zaleta Cortéz |

| 24 de abril de 2011, 16:00 (UTC -5)          | Cuautla        | 1:0 (0:0) (Global 2:5) | Cachorros León | Estadio Isidro Gil Tapia, Cuautla, Morelos                                   |                                                                              |
|                                              | O. Sánchez 63' | Reporte                |                | Asistencia: 2 000 espectadores Árbitro(s): Edmundo Schleiden Gutiérrez Olazo | Asistencia: 2 000 espectadores Árbitro(s): Edmundo Schleiden Gutiérrez Olazo |
| Cachorros León avanzó a la Final. Global 2-5 |                |                        |                |                                                                              |                                                                              |

### Final
| 1 de mayo de 2011, 12:00 (UTC -5) | Durango "B" | 0:0     | Cachorros León | Estadio Francisco Zarco, Durango, Durango                              |                                                                        |
|                                   |             | Reporte |                | Asistencia: 3 000 espectadores Árbitro(s): Saúl Fernando Orozco Nájera | Asistencia: 3 000 espectadores Árbitro(s): Saúl Fernando Orozco Nájera |

| 8 de mayo de 2011, 12:00 (UTC -5)                             | Cachorros León                                  | 3:0 (1:0) (Global 3:0) | Durango "B" | Estadio León, León, Guanajuato                                    |                                                                   |
|                                                               | M. Castañeda 44' · L. Delgado 57' · E. Cruz 65' | Reporte                |             | Asistencia: 300 espectadores Árbitro(s): Fernando Hernández Gómez | Asistencia: 300 espectadores Árbitro(s): Fernando Hernández Gómez |
| Cachorros León campeón del Torneo Revolución 2011. Global 3-0 |                                                 |                        |             |                                                                   |                                                                   |

| Campeón Revolución 2011 |
| ----------------------- |
|                         |
| Cachorros León          |
| 1º Título               |